# Aborichthys elongatus
Aborichthys elongatus Hora, 1921, è un pesce d'acqua dolce appartenente alla famiglia Nemacheilidae.

## Distribuzione e habitat
La specie ha un areale frammentato negli Stati dell'India Arunachal Pradesh e Bengala occidentale (Distretto di Darjeeling).
È presente in fiumi e torrenti collinari e montani con acque fresche e ben ossigenate, non stagnanti. Predilige fondali ghiaiosi e sassosi in acque basse.

## Descrizione
Lungo al massimo 7,4 cm presenta caratteristiche tipiche del genere Aborichthys: livrea uniforme nella zona pre-dorsale con bande più chiare che si allargano avvicinandosi al peduncolo caudale. Presenza di tre barbigli e pinna caudale arrotondata con due corte bande biancastre e con punti neri nella sua parte superiore. Dimorfismo sessuale non accentuato.

## Comportamento
Poco si conosce della sua biologia e del suo comportamento in natura. In cattività non si mostra molto aggressivo.

## Alimentazione
Si ritiene che si cibi di insetti, larve e molluschi.

## Pesca
Di piccola taglia, non riveste alcuna importanza per la pesca.

## Conservazione
Nonostante non si abbiano stime precise sulla sua popolazione, il suo vasto areale e la probabilità che la frammentazione apparente dello stesso sia dovuta alla mancanza di ricerche sul campo, fanno classificare questa specie a basso rischio estinzione e quindi è presente nella categoria LC (Least Concern) della Lista rossa IUCN.